# Richard Lásik
Richard Lásik (Bratislava, 18 augustus 1992) is een Slowaaks betaald voetballer die bij voorkeur op het middenveld speelt. Hij staat sinds 2011 onder contract bij de Italiaanse club Brescia, waar hij ook een deel van zijn opleiding genoot.

## Interlandcarrière
Onder leiding van bondscoach Michal Hipp maakte Lásik zijn debuut voor het Slowaaks voetbalelftal op woensdag 6 februari 2013 in de vriendschappelijke uitwedstrijd tegen België (2-1) in Brugge. Hij trad in die wedstrijd na 78 minuten aan als vervanger van Tomáš Hubočan, en tekende niet veel later voor de enige Slowaakse treffer (1-1). Ook Róbert Mak maakte in deze wedstrijd zijn debuut voor de Slowaakse nationale ploeg.